# ورم ليفي لثوي وراثي
يعتبر الورم الليفي اللثوي الوراثي (اختصارًا HGF)، المعروف أيضًا باسم تضخم اللثة مجهول السبب، حالة نادرة من فرط نمو اللثة. يتميز الورم الليفي اللثوي الوراثي بأنه تضخم حميد، تدريجي بطيء التطور، غير نزفي، ليفي من الطبقة الكيراتينية للثة. قد يغطي الأسنان بدرجات مختلفة، وقد يؤدي إلى التشوه الجمالي. التضخم الليفي هو الأكثر شيوعًا في مناطق أنسجة الفك العلوي والسفلي لكلا قوسي الفم. النمط الظاهري وتكرار النمط الجيني للورم الليفي اللثوي هو إصابة وادة لكل 175 ألف شخص، ويتأثر الذكور والإناث بشكل متساوٍ ولكن السبب غير معروف تمامًا. يحدث بشكل أساسي باعتباره شذوذًا معزولًا ولكن يمكن أن يرتبط أيضًا بمتلازمة متعددة الأجهزة.

## العلامات والأعراض
قد يوجد دليل على إصابة سابقة بالورم الليفي اللثوي الوراثي في الأسرة أو أي استخدام لأخذ الأدوية طويلة الأجل لأي مرض معين. قد تكون هناك علامات على وجود تاريخ طبي و/أو عائلي للتخلف العقلي، وفرط الشعر، أو الأعراض غير السريرية التي يمكن أن تترافق مع تضخم اللثة. ويشكل تضخم اللثة والحليمات بين الأسنان والكلام المعوق والتغيرات الالتهابية الثانوية التي تحدث بشكل شائع في اللثة الهامشية مؤشرات على الإصابة بهذه الحالة. عادة ما يكون المريض مصابًا بالتهاب الفك السفلي والفك العلوي وضخامته، ويغيب اللون الوردي التقليدي والثابت للثة الصحية. قد يظهر فك المريض أيضًا مشوهًا بسبب تضخم اللثة. يتراوح مدى فرط نمو اللثة من تغطية سطح الأسنان قليلًا حتى تغطية الأسنان المحيطة بالكامل. يمكن أن يعاني المريض أيضًا من تلف أو فقدان الأسنان.

### علامات واضحة
- العلامات الأكثر وضوحًا هي فرط نمو اللثة (ضخامة اللثة).[1][2][3][4][5][6][7][8][9][10][11][12]
- ضعف كفاءة المضغ وصعوبات الأكل[1]
- زيادة حركة الأسنان[1]
- شكل الأسنان غير طبيعي وحركة الأسنان غير الطبيعية[4]
- التهاب و/أو تورم اللثة[3][7]
- ليس بالضرورة وجود أي علامات للألم ولكن قد يشعر المريض بالألم[1]
- يمكن أن تؤدي صعوبات التحدث في كثير من الأحيان إلى اضطرابات الكلام[1]
- مشاكل الفم والأسنان الأخرى[4]
- في بعض الحالات، قد يتسبب الورم الليفي اللثوي الوراثي في حدوث نزيف من اللثة أو تقرحات في اللثة.

## الأسباب
على الرغم من الحاجة إلى إجراء المزيد من الأبحاث، لكن اتفق الباحثون في الغالب على أن سبب حدوث المرض هو طفرة في جين SOS1. SOS1 هو عامل تبادل نوكليوتيدات الغوانين الذي ينقل الإشارات التي تتحكم في نمو الخلايا وتمايزها. تؤدي الطفرة في جين SOS1 إلى إدخال نوكليوتيد واحد. حددت دراسات الارتباط طفرة جسمية سائدة معزولة من الورم الليفي اللثوي في الكروموسومات 2 و5، وبشكل أكثر تحديدًا 2p21-p22 و5q13-q22.

### وراثيًا
الورم الليفي اللثوي الوراثي النمط الأول: ناتج عن طفرة في جين SOS1 على الكروموسوم 2p21-p22.
الورم الليفي اللثوي الوراثي النمط الثاني: ناتج عن طفرة في جين SOS1 على كروموسوم 5q13-q22.
قد تسبب الطفرات في جين عامل النسخ المثبط لـ RE1هذه المتلازمة أيضًا.

### غير الوراثي
قد يحدث الورم الليفي اللثوي أيضًا بسبب الآثار الجانبية غير المرغوب فيها للعوامل الدوائية مثل الفينيتوين والسيكلوسبورين وبعض حاصرات قنوات الكالسيوم، أي أن الورم الليفي اللثوي هو مرض يمكن أن يسببه الدواء. ومع ذلك، لا يوجد أي بحث في هذا المجال حاليًا لدعم هذا الادعاء.
- الالتهاب[3][7]
- عدم التوازن الهرموني[3][7]
- الأورام[3][7]
- ارتباط أكثر شيوعًا بالوراثة الصبغية الجسدية السائدة[2]
- المتلازمات متعددة الأنظمة: متلازمة زيمرمان-لاباند، ومتلازمة جونز، ومتلازمة رامون، ومتلازمة روثرفورد، والورم الليفي الهياليني لدى الأطفال، والتهاب الغشاء المخاطي الجهازي. [8]
- بعض الأسباب غير المعروفة[3][7]